# Cinéastes de notre temps
 (décembre 2019).
Si vous disposez d'ouvrages ou d'articles de référence ou si vous connaissez des sites web de qualité traitant du thème abordé ici, merci de compléter l'article en donnant les références utiles à sa vérifiabilité et en les liant à la section « Notes et références ».
Cinéastes de notre temps est une collection française de documentaires télévisuels, chacun consacré à un cinéaste ou à un thème lié au cinéma, produite par Janine Bazin et André S. Labarthe, dont le premier épisode a été diffusé en 1964. Interrompue en 1972, elle a repris en 1989 sous le titre Cinéma, de notre temps.

## Principe de la série documentaire
Chaque documentaire traite d'un cinéaste, voire d'une école cinématographique (par exemple la Nouvelle Vague) ou d'une question particulière liée au cinéma (comme « critique et cinéma »). Le choix des réalisateurs et les questions abordées sont très empreintes de la vision des Cahiers du cinéma dont André S. Labarthe est l'un des anciens rédacteurs, alors que l'autre productrice, Janine Bazin, est l'épouse d'André Bazin, fondateur de la revue.
La manière de traiter chaque documentaire est assez hétérogène et tente d'ailleurs de s'accorder au style du réalisateur ou au sujet concerné. Par exemple, une caméra portée en plan séquence pour John Cassavetes, une conversation en voiture pour Abbas Kiarostami… D'une manière générale, les documentaires se gardent de comporter une voix off et cherchent à donner la parole aux réalisateurs, à pénétrer son univers, sans forcément recourir à l'interview.
La série démarre en 1964 sur l'ORTF. En 1989, à l'occasion de sa reprise par Arte, la collection est rebaptisée Cinéma, de notre temps.

## Épisodes

### Cinéastes de notre temps(1964-1972)
- 1964 : Un cinéaste de notre temps : Luis Buñuel de Robert Valey (44 min)
- 1964 : Jean Vigo de Jacques Rozier (90 min)
- 1964 : Abel Gance de Hubert Knapp (100 min)
- 1964 : La Nouvelle Vague par elle-même de Robert Valey (95 min)
- 1964 : La Nouvelle Vague, remède ou poison ? de Robert Valey (38 min)
- 1965 : Jean-Luc Godard ou le cinéma au défi de Hubert Knapp (67 min)
- 1965 : Roger Leenhardt ou le dernier humaniste d’André S. Labarthe (71 min)
- 1965 : Eric von Stroheim de Robert Valey (83 min)
- 1965 : Robert Bresson : ni vu ni connu de François Weyergans (65 min)
- 1965 : François Truffaut ou l’esprit critique de Jean-Pierre Charlier (64 min)
- 1965 : Max Ophuls ou le plaisir de tourner de Michel Mitrani (50 min)
- 1965 : Carl Th. Dreyer d’Éric Rohmer (61 min)
- 1965 : Sacha Guitry de Claude de Givray (64 min)
- 1966 : Marcel Pagnol ou le cinéma tel qu’on le parle (1re partie) d’André S. Labarthe
- 1966 : Marcel Pagnol ou le cinéma tel qu’on le parle (2e partie) d’André S. Labarthe (durée totale : 109 min)
- 1966 : Pasolini l'enragé de Jean-André Fieschi (97 min)
- 1966 : Et pourtant ils tournent de Claude Nahon (95 min)
- 1966 : Raoul Walsh ou le bon vieux temps d’André S. Labarthe et Hubert Knapp (57 min)
- 1966 : Entre chien et loup, John Ford d’André S. Labarthe et Hubert Knapp (75 min)
- 1966 : Le Celluloïd et le marbre d’Éric Rohmer (90 min)
- 1967 : Jean Renoir, le patron, 1re partie : la recherche du relatif de Jacques Rivette.
- 1967 : Jean Renoir, le patron, 2e partie : la direction d’acteur de Jacques Rivette
- 1967 : Jean Renoir, le patron, 3e partie : la règle et l’exception de Jacques Rivette (durée totale : 264 min, monté par Jean Eustache)
- 1967 : Samuel Fuller Independant Filmmaker d’André S. Labarthe (68 min)
- 1967 : Nouveau visage du cinéma italien ou Le Jeune cinéma italien de Jean-André Fieschi (88 min)
- 1967 : D'un silence l'autre, Josef von Sternberg d’André S. Labarthe (50 min)
- 1967 : Le Dinosaure et le Bébé, dialogue en huit parties entre Fritz Lang et Jean-Luc Godard d’André S. Labarthe (61 min)
- 1967 : Jacques Becker de Claude de Givray (76 min)
- 1967 : Alexandre Astruc : l’ascendant Taureau de Jean Douchet (92 min)
- 1968 :  En passant par le Québec : Le Jeune cinéma canadien de Jean-Louis Comolli (88 min)
- 1968 : La Première Nouvelle Vague (1re partie) : Delluc et Cie de Noël Burch et Jean-André Fieschi
- 1968 : La Première Nouvelle Vague (2e partie) : Marcel L'Herbier, une révision de Noël Burch et Jean-André Fieschi (durée totale : 150 min)
- 1968 : Bleu comme une orange d’André S. Labarthe (58 min)
- 1968 : Pierre Perrault, l'action parlée de Jean-Louis Comolli et André S. Labarthe (52 min)
- 1968 : Jerry Lewis (1re partie) d’André S. Labarthe (56 min)
- 1968 : Festival de Tours d’André S. Labarthe (76 min)
- 1969 : Conversation avec George Cukor de Hubert Knapp et André S. Labarthe (42 min)
- 1969 : John Cassavetes de Hubert Knapp et André S. Labarthe (48 min)
- 1969 : Alain Robbe-Grillet, 1re partie : la désignation de Noël Burch et André S. Labarthe (52 min)
- 1969 : Alain Robbe-Grillet, 2e partie : les formes d’Éros de Noël Burch et André S. Labarthe (48 min)
- 1969 : Le Jeune Cinéma hongrois : Miklos Jancso de Jean-Louis Comolli (53 min)
- 1969 : René Clair de Jacques Baratier (55 min)
- 1969 : King Vidor de Hubert Knapp et André S. Labarthe (40 min)
- 1970 : Rome brûle, portrait de Shirley Clarke de Noël Burch et André S. Labarthe (53 min)
- 1970 : François Truffaut, dix ans dix films de Jean-Pierre Charlier (58 min)
- 1970 : Murnau d’Alexandre Astruc (59 min)
- 1971 : Busby Berkeley de Hubert Knapp et André S. Labarthe (60 min)
- 1971 : Jean-Pierre Melville, portrait en neuf poses d’André S. Labarthe (51 min)
- 1971 : Jerry Lewis (2e partie) d’André S. Labarthe (51 min)
- 1971 :  Cinéma hongrois 2 : vivre et filmer en Hongrie de Jean-Louis Comolli (53 min)
- 1972 : J'aurais aimé aimer Lola à Nantes de Bernard Bouthier (55 min)
- 1972 : Claude Autant-Lara, l’oreille du diable d’André S. Labarthe (54 min)
- 1972 : Norman Mac Laren d’André S. Labarthe (53 min)

### Cinéma, de notre temps(1989-2020)
- 1989 : David Lynch, Don't Look at Me de Guy Girard (59 min)
- 1990 : Nanni Moretti d’André S. Labarthe (60 min)
- 1990 : Jacques Rivette, le veilleur, 1re partie : le jour de Claire Denis, avec la collaboration de Serge Daney (70 min)
- 1990 : Jacques Rivette, le veilleur, 2e partie : la nuit de Claire Denis, avec la collaboration de Serge Daney (54 min)
- 1990 : The Scorsese Machine d’André S. Labarthe (73 min)
- 1991 : Pasolini l'enragé de Jean-André Fieschi (remontage du documentaire de 1966) (65 min)
- 1991 : Souleymane Cissé de Rithy Panh (53 min)
- 1991 : Claude Chabrol l’entomologiste d’André S. Labarthe, avec la collaboration de Jean Douchet (52 min)
- 1992 : Chahine & Co de Jean-Louis Comolli (52 min)
- 1992 : Oliveira l’architecte de Paulo Rocha (60 min)
- 1993 : Josef von Sternberg, d’un silence l’autre d’André S. Labarthe (remontage du documentaire de 1967) (50 min)
- 1993 : André Téchiné, après la Nouvelle Vague de Laurent Perrin (50 min)
- 1994 : Abbas Kiarostami, vérités et songes de Jean-Pierre Limosin (52 min)
- 1994 : Éric Rohmer, preuves à l’appui, 1re partie d’André S. Labarthe, avec la collaboration de Jean Douchet (57 min)
- 1994 : Éric Rohmer, preuves à l’appui 2e partie d’André S. Labarthe, avec la collaboration de Jean Douchet (58 min)
- 1994 : Robert Bresson : ni vu ni connu de François Weyergans (remontage du documentaire de 1965) (64 min)
- 1994 :  Jean Renoir le patron, la direction d’acteur de Jacques Rivette (réédition d'un documentaire inédit de 1967, durée : 97 min)
- 1995 : Shohei Imamura le libre penseur de Paulo Rocha (60 min)
- 1995 : Alain Cavalier, 7 chapitres, 5 jours, 2 pièces-cuisine de Jean-Pierre Limosin (55 min)
- 1995 : La Nouvelle Vague par elle-même de Robert Valey et André S. Labarthe (remontage du documentaire de 1964) (57 min)
- 1995 : Boetticher Rides Again de Claude Ventura, avec la collaboration de Philippe Garnier (60 min)
- 1996 : Jean Pierre Melville, portrait en neuf poses d’André S. Labarthe (remontage du documentaire de 1971, durée : 52 min)
- 1996 : Shirley Clarke, Rome is Burning d’André S. Labarthe et Noël Burch (54 min)
- 1996 : Georges Franju, le visionnaire d’André S. Labarthe (49 min)
- 1996 : HHH, portrait de Hou Hsiao-Hsien d’Olivier Assayas (91 min)
- 1996 : Citizen Ken Loach de Karim Dridi (60 min)
- 1996 : Chantal Akerman de Chantal Akerman (64 min)
- 1997 : Mosso, Mosso (Jean Rouch comme si…) de Jean-André Fieschi (73 min)
- 1998 : Philippe Garrel, portrait d’un artiste de Françoise Etchegaray (48 min)
- 1999 : David Cronenberg. I Have to Make the Word be Flesh d’André S. Labarthe, avec la collaboration de Serge Grünberg (68 min)
- 1999 : Takeshi Kitano l'imprévisible de Jean-Pierre Limosin (68 min)
- 2000 : Une journée d'Andreï Arsenevitch (sur Andreï Tarkovski) de Chris Marker (55 min)
- 2000 : Aki Kaurismäki de Guy Girard (55 min)
- 2001 : Hitchcock et Ford, le loup et l’agneau d’André S. Labarthe (60 min)
- 2001 : Où gît votre sourire enfoui ? de Pedro Costa (104 minutes[1])
- 2003 : Abel Ferrara : not Guilty de Rafi Pitts (80 min)
- 2004 : Jean Rouch et Germaine Dieterlen de Philippe Costantini (54 min)
- 2006 : Otar Iosseliani, le merle siffleur de Julie Bertuccelli (92 min)
- 2006 : Le Home Cinéma des frères Dardenne de Jean-Pierre Limosin (52 min)
- 2009 : Le Système Moullet d’André S. Labarthe (60 min)
- 2009 : Portrait de mon père, Jacques Baratier de Diane Baratier (58 min)
- 2009 : Nico Papatakis de Timon Koulmasis et Iro Siafliaki (45 min)
- 2009 : Il était une fois André S. Labarthe d’Estelle Fredet (94 min)
- 2010 : Victor Erice : Paris-Madrid allers-retours d’Alain Bergala (73 min)
- 2011 : No Comment d’André S. Labarthe (50 min)
- 2011 : L'Archipel du cas 'O de Sébastien Juy (78 min)
- 2012 : Portrait d'Otto Preminger d’André S. Labarthe (60 min)
- 2012 : Diourka, à prendre ou à laisser d’André S. Labarthe et Estelle Fredet (69 min)
- 2012 : Catherine Breillat, la première fois de Luc Moullet (60 min)
- 2013 : Michel Gondry (courir après) d´André S. Labarthe (60 min)
- 2014 : Nolot en verve d’Estelle Fredet (76 min)
- 2014 : Japanscope, panorama de la nouvelle nouvelle vague d’André S. Labarthe et Philippe-Emmanuel Sorlin (52 min)
- 2015 : Reminiscences of Jonas Mekas de Jackie Raynal (52 min)
- 2015 : Benoît Jacquot, le dernier sphinx de Philippe-Emmanuel Sorlin (60 min)
- 2015 : Adolfo Arrietta [Cadré - Décadré] d´André S. Labarthe (60 min)
- 2016 : Un, parfois deux de Laurent Achard (55 min)
- 2016 : Rouben Mamoulian, Lost & Found d’André S. Labarthe (55 min)
- 2016 : No Return: Rafi Pitts de Gaëlle Vidalie (59 min)
- 2017 : La Parallèle Mocky de Hugues Baudoin (60 min)
- 2017 : Kiyoshi Kurosawa, au dos des images d’Alain Bergala et Jean-Pierre Limosin (75 min)
- 2017 : Danielle Arbid de Yannick Casanova (50 min)
- 2017 : Aware, Anywhere - Olivier Assayas de Benoît Bourreau (75 min)
- 2018 : My Name Is Elia Kazan d’André S. Labarthe et Danielle Anezin (60 min)
- 2018 : Mathieu Amalric, l'art et la matière d’André S. Labarthe et Quentin Mével (52 min)
- 2018 : Brisseau, 251 rue Marcadet de Laurent Achard (55 min)
- 2020 : Simple Messieurs de Laurent Achard (59 min)